# Notocidaris gaussensis
Notocidaris gaussensis is een zee-egel uit de familie Ctenocidaridae.
De wetenschappelijke naam van de soort werd in 1909 gepubliceerd door Theodor Mortensen.